# Glaresis inducta
Glaresis inducta es una especie de coleóptero de la familia Glaresidae.

## Distribución geográfica
Habita en Estados Unidos.